# Giovanni di Benevento
Giovanni (VII secolo – VIII secolo) è stato un vescovo italiano di Benevento.

## Biografia
Falcone, storico longobardo (ca. 1070-1144), nel suo Chronicon Beneventanum, riferisce che il 15 maggio 1119 Landolfo, arcivescovo di Benevento, trovò diversi corpora sanctorum, ossia le reliquie dei santi Marziano, Doro, Potito, Prospero, Felice, Cervolo e Stefano. Il Chronicon aggiunge poi che
(Rerum Italicarum Scriptores, V, pp. 93-94)
Questo è tutto ciò che si conosce di questo vescovo, che, secondo Falcone, fu il 21º vescovo beneventano. La Vita di san Barbato, che nella sua forma definitiva è databile tra IX e X secolo, riferisce, in alcuni manoscritti, che Barbato fu il 20º vescovo di Benevento: Fuit autem vigesimus episcopus Beneventi. Questa indicazione farebbe perciò supporre che il beato Giovanni visse tra VII e VIII secolo, essendo Barbato morto il 19 febbraio 682.
Questo concorderebbe con quanto riportavano gli antichi dittici beneventani, che, secondo le informazioni riferite da Ferdinando Ughelli, consideravano san Gennaro il protovescovo di Benevento.
Nel XVI e XVII secolo, per rendere ancora più illustre e antica la Chiesa beneventana, analogamente a quanto accadeva per altre Chiese, come quelle di Napoli e di Capua, furono aggiunti al catalogo dei vescovi un san Fotino e altri undici vescovi anonimi, predecessori di san Gennaro, per fondare così la Chiesa di Benevento in epoca apostolica. Secondo Francesco Lanzoni il primo autore ad inserire questi nuovi dodici vescovi fu Mario de Vipera nella sua Chronologia episcoporum et archiepiscoporum metropolitanae ecclesiae Beneventanae (Napoli 1636). Questo impose la necessità di anticipare il 21º vescovo, ossia il beato Giovanni, al V secolo; e Pompeo Sarnelli gli assegnò come anni di episcopato il periodo compreso tra 415 e il 448.
Alessandro di Meo, negli Annali all'anno 683, confuta l'opinione di coloro che pongono il beato Giovanni al V secolo, a causa dell'inserimento di vescovi fantasiosi «che mai furono al mondo». Secondo il medesimo autore, il vescovo Giovanni sarebbe citato in un diploma del principe Sicardo di Benevento dell'839 tra i vescovi san Barbato e Monoaldo, cioè tra VII e VIII secolo.
Il de Vipera aggiunge che «de s. Ioanne exstabat etiam antiquitus legenda gestorum eius quae ad haec deperdita est» e riferisce che le reliquie del beato Giovanni erano introvabili al suo tempo. Giovanni e gli altri santi erano venerati il 15 maggio, ma oggi il loro culto non è più esistente.